# Franvillers
Franvillers és un municipi francès situat al departament del Somme i a la regió dels Alts de França. L'any 2007 tenia 493 habitants.

## Demografia

### Població
El 2007 la població de fet de Franvillers era de 493 persones. Hi havia 182 famílies de les quals 28 eren unipersonals (12 homes vivint sols i 16 dones vivint soles), 55 parelles sense fills, 95 parelles amb fills i 4 famílies monoparentals amb fills.
La població ha evolucionat segons el següent gràfic:
Habitants censats

### Habitatges
El 2007 hi havia 192 habitatges, 180 eren l'habitatge principal de la família, 1 era una segona residència i 11 estaven desocupats. Tots els 192 habitatges eren cases. Dels 180 habitatges principals, 168 estaven ocupats pels seus propietaris, 10 estaven llogats i ocupats pels llogaters i 2 estaven cedits a títol gratuït; 1 tenia dues cambres, 18 en tenien tres, 53 en tenien quatre i 108 en tenien cinc o més. 138 habitatges disposaven pel capbaix d'una plaça de pàrquing. A 66 habitatges hi havia un automòbil i a 101 n'hi havia dos o més.

### Piràmide de població
La piràmide de població per edats i sexe el 2009 era:
| Homes | Edats   | Dones |
| ----- | ------- | ----- |
| 0     | 95 o +  | 0     |
| 0     | 90 a 94 | 0     |
| 0     | 85 a 89 | 0     |
| 8     | 80 a 84 | 8     |
| 8     | 75 a 79 | 0     |
| 8     | 70 a 74 | 8     |
| 8     | 65 a 69 | 4     |
| 20    | 60 a 64 | 16    |
| 16    | 55 a 59 | 16    |
| 12    | 50 a 54 | 12    |
| 28    | 45 a 49 | 16    |
| 16    | 40 a 44 | 24    |
| 12    | 35 a 39 | 24    |
| 20    | 30 a 34 | 8     |
| 20    | 25 a 29 | 12    |
| 20    | 20 a 24 | 4     |
| 20    | 15 a 19 | 24    |
| 12    | 10 a 14 | 20    |
| 16    | 5 a 9   | 8     |
| 20    | 0 a 4   | 20    |

## Economia

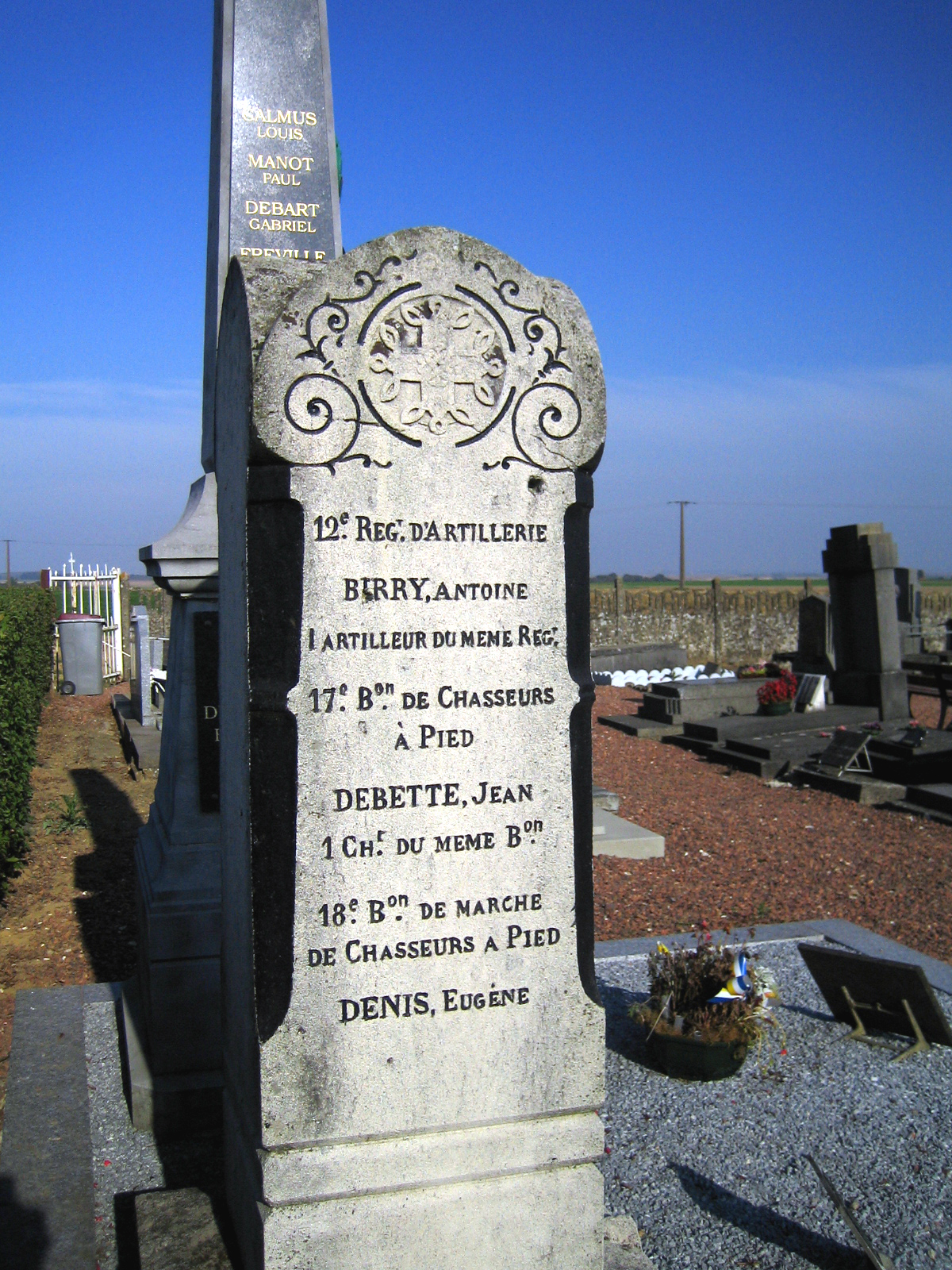
cementiri

El 2007 la població en edat de treballar era de 335 persones, 257 eren actives i 78 eren inactives. De les 257 persones actives 232 estaven ocupades (124 homes i 108 dones) i 25 estaven aturades (13 homes i 12 dones). De les 78 persones inactives 17 estaven jubilades, 32 estaven estudiant i 29 estaven classificades com a «altres inactius».

### Ingressos

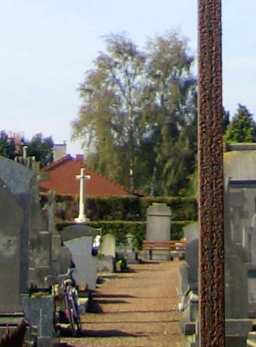
cementiri

El 2009 a Franvillers hi havia 183 unitats fiscals que integraven 503,5 persones, la mediana anual d'ingressos fiscals per persona era de 18.810 €.

### Activitats econòmiques
Dels 9 establiments que hi havia el 2007, 1 era d'una empresa alimentària, 6 d'empreses de construcció i 2 d'empreses immobiliàries.
Dels 4 establiments de servei als particulars que hi havia el 2009, 2 eren lampisteries i 2 electricistes.
L'únic establiment comercial que hi havia el 2009 era una fleca.
L'any 2000 a Franvillers hi havia 10 explotacions agrícoles que ocupaven un total de 405 hectàrees.

## Equipaments sanitaris i escolars
El 2009 hi havia una escola elemental integrada dins d'un grup escolar amb les comunes properes formant una escola dispersa.

## Poblacions més properes
El següent diagrama mostra les poblacions més properes.